# Ла-Ронсьєр
Ла-Ронсьєр (рос. Ла-Ронсье́р) — острів архіпелагу Земля Франца-Йосифа. Площа острова 441 км², найвища точка — 431 метрів. Адміністративно відноситься до Приморського району Архангельської області Росії.

## Розташування
Острів розташований у східній частині Землі Франца-Йосифа за 8 кілометрів на північ від Землі Вільчека — другого за розміром острова архіпелагу. Острів Ла-Ронсьєр і Землю Вільчека розділяє протока Вандербільт.

## опис
Ла-Ронсьєр має овальну форму і майже повністю покритий льодом, за винятком невеликої території на північному краю острова і південно-західної області в районі мису Рогатий. В цілому льодом покрито 92 % острова — 406 км². Довжина берегової лінії острова — 92 кілометри.

## Історія
Острів був виявлений у 1874 році в ході австро-угорської полярної експедиції, очолюваної військовим топографом і альпіністом Юліусом Пайєром. Спочатку острів Ла-Ронсьєр був прийнятий Пайєром за виступ Землі Вільчека. Свою назву острів Ла-Ронсьєр отримав на честь французького капітана Ля Ронсьєр Ле Нурі (фр. La Ronciere Le Noury), кур'єра імператора Австро-Угорщини Франца Йосифа I.
На деяких картах острів значиться як острів Вітні (англ. Whitney Island), на честь американського дослідника Арктики Гаррі Вітні. Цю назва острову дали учасники експедиції Циглера, але ця назва не прижилася, оскільки експедиція Пайєра виявила острів першою.

## Малі острови неподалік
Гедж — невеликий, всього 1 кілометр в довжину, острів за 6 кілометрів на північний захід від острова Ла-Ронсьєр і за 4 кілометри на північ від Землі Вільчека.

## Топографічна карта
- Аркуш карти U-41-XXV,XXVI,XXVII пролив Вандербильта. Масштаб: 1 : 200 000. Видання 1965 р. (рос.)